# Bruno Hartung
Ernst Bruno Hartung (* 26. September 1846 in Bernstadt a. d. Eigen, Oberlausitz; † 30. August 1919 in Leipzig) war ein deutscher evangelisch-lutherischer Theologe und Pfarrer.

## Leben
Als Sohn des Pfarrers August Ernst Hartung wuchs Hartung in Wendishain (Mittelsachsen) auf und begann nach dem Abitur auf der Fürstenschule Grimma 1864 das Theologiestudium an der Universität Leipzig. Nach dem Examen 1868 war er zunächst als Hauslehrer tätig und besuchte von 1869 bis 1871 das Predigerkolleg St. Pauli, wo er auch als Nachmittagsprediger tätig war. 1871 wurde er Diaconus in Borna, 1876 Archidiaconus an der Peterskirche in Leipzig. Hier stieg er 1887 zum ersten Pfarrer auf und übernahm 1902 zusätzlich das Amt des Superintendenten der Ephorie Leipzig II. 1916 wurde er aus Altersgründen pensioniert.
Hartung hinterließ eine Reihe von Veröffentlichungen. Er wurde 1878 aufgrund einer Untersuchung über Giordano Bruno zum Dr. phil. und 1883 zum Lic. theol. promoviert. 1888 verlieh die Universität Leipzig ihm die theologische Ehrendoktorwürde. 
Ehrenamtlich wirkte er ab 1896 als Schriftführer im Zentralvorstand des Gustav-Adolf-Vereins und leitete den Verein von 1909 bis 1916 als Präsident.  
Hartung war seit 1879 mit Luise Delitzsch, geb. Baur, verheiratet, der Tochter des Hamburger Hauptpastors Gustav Baur und verwitweten Schwiegertochter des Leipziger Theologen Franz Delitzsch.